# Saison 1907-1908 des Sénateurs d'Ottawa
Autres saisons
Saison précédente Saison suivante
La saison 1907-1908 de hockey sur glace est la vingt-troisième à laquelle participent les Sénateurs d'Ottawa.

## Classement
|                         | PJ | V | D | DP | BP | BC |
| ----------------------- | -- | - | - | -- | -- | -- |
| Wanderers de Montréal   | 10 | 8 | 2 | 0  | 63 | 52 |
| Sénateurs d'Ottawa      | 10 | 7 | 3 | 0  | 86 | 51 |
| Hockey Club de Québec   | 10 | 5 | 5 | 0  | 81 | 74 |
| Shamrocks de Montréal   | 10 | 5 | 5 | 0  | 53 | 49 |
| Victorias de Montréal   | 10 | 4 | 6 | 0  | 73 | 78 |
| Hockey Club de Montréal | 10 | 3 | 7 | 0  | 58 | 83 |

## Meilleurs marqueurs
| Nom          | PJ | B  |
| ------------ | -- | -- |
| Marty Walsh  | 9  | 28 |
| Tom Phillips | 10 | 26 |
| Alf Smith    | 9  | 13 |

## Saison régulière

### Janvier
| No | Date       | Visiteur              | Score | Domicile              | Fiche |
| -- | ---------- | --------------------- | ----- | --------------------- | ----- |
| 1  | 4 janvier  | Sénateurs d'Ottawa    | 1-8   | Hockey Club de Québec | 0-1-0 |
| 2  | 11 janvier | Wanderers de Montréal | 2-12  | Sénateurs d'Ottawa    | 1-1-0 |
| 3  | 18 janvier | Sénateurs d'Ottawa    | 3-4   | Shamrocks de Montréal | 1-2-0 |
| 4  | 25 janvier | Victorias de Montréal | 9-14  | Sénateurs d'Ottawa    | 2-2-0 |

### Février
| No | Date        | Visiteur              | Score | Domicile                | Fiche |
| -- | ----------- | --------------------- | ----- | ----------------------- | ----- |
| 5  | 1er février | Sénateurs d'Ottawa    | 14-7  | Hockey Club de Montréal | 3-2-0 |
| 6  | 8 février   | Hockey Club de Québec | 5-11  | Sénateurs d'Ottawa      | 4-2-0 |
| 7  | 15 février  | Sénateurs d'Ottawa    | 10-4  | Victorias de Montréal   | 5-2-0 |
| 8  | 22 février  | Shamrocks de Montréal | 2-5   | Sénateurs d'Ottawa      | 6-2-0 |
| 9  | 29 février  | Sénateurs d'Ottawa    | 2-64  | Wanderers de Montréal   | 6-3-0 |

### Mars
| No | Date   | Visiteur           | Score | Domicile                | Fiche |
| -- | ------ | ------------------ | ----- | ----------------------- | ----- |
| 10 | 7 mars | Sénateurs d'Ottawa | 14-6  | Hockey Club de Montréal | 7-3-0 |